# Фрауэнталь-ан-дер-Ласниц
Фрауэнталь-ан-дер-Ласниц (нем. Frauental an der Laßnitz) — ярмарочная коммуна (нем. Marktgemeinde) в Австрии, в федеральной земле Штирия.
Входит в состав округа Дойчландсберг. Площадь общины составляет 15,55 км², население — 2994 человека (1 января 2021), плотность населения — 188 чел./км². Официальный код — 6 03 05.

## Население
| Год  | Численность |
| ---- | ----------- |
| 1869 | 1211        |
| 1889 | 1216        |
| 1890 | 1258        |
| 1900 | 1428        |
| 1910 | 1339        |
| 1923 | 1468        |
| 1934 | 1816        |
| 1939 | 1866        |
| 1951 | 2166        |
| 1961 | 2489        |
| 1971 | 2847        |
| 1981 | 2893        |
| 1991 | 2949        |
| 2001 | 2997        |
| 2011 | 2937        |
| 2021 | 2994        |

## Политическая ситуация
Бургомистр коммуны — Бернд Херман (СДПА) по результатам выборов 2005 года.
Совет представителей коммуны (нем. Gemeinderat) состоит из 15 мест.
- СДПА занимает 10 мест.
- АНП занимает 5 мест.

## Известные люди
- Роберт Фукс (1847—1927) — композитор, родился во Фрауэнтале